# Archibald Joyce
Archibald Joyce (ur. 1873, zm. 1963) – kompozytor angielski, zwany często „angielskim królem walca”.
W Wielkiej Brytanii i w Europie Zachodniej Archibald Joyce znany jest przede wszystkim jako kompozytor walców koncertowych, utrzymanych w stylu muzyki II połowy XIX wieku. W Polsce jego nazwisko jest niemal nieznane, a utwory nie są wykonywane i można je spotkać wyłącznie na bardzo nielicznych nagraniach dyskowych.
Główny okres działalności kompozytorskiej Joyce’a przypada na początek XX wieku (przed I wojną światową) i okres międzywojenny. W swoich kompozycjach nawiązywał do stylu późnoromantycznego. Walce Joyce’a wzorowane są na symfonicznej wersji Zaproszenia do tańca Carla Marii von Webera, ale także na koncertowych walcach kompozytorów rosyjskich i francuskich II połowy XIX wieku. Walce Joyce’a są dość krótkie (trwają ok. 3–5 minut), a ilość prezentowanych w jednym walcu głównych tematów walcowych ogranicza się do 3–4. Tematy te (zwłaszcza temat pierwszy) prowadzone w trybie largo składają się z 16 lub 32 taktów i posiadają nastrojowy charakter. Z nastrojowym tematem pierwszym kontrastuje często fanfarowy temat drugi. Tematy przeplatając się wzajemnie, często na zasadzie kontrastu, składają się na całość kompozycji.

## Najpopularniejsze walce koncertowe
- Pieśń jesieni (tytuł oryginalny: Songe d’Automne) – 1908 r.
- Marzenie (tytuł oryginalny: Dreaming lub Dreaming Waltz) – 1911 r.,
- Czarna orchidea,
- Charming - 1912 r.,
- The Passing of Salome - 1912 r.,
- Wspomnienie,
- Tysiąc pocałunków (tytuł oryginalny: A Thousand Kisses) - 1912 r., według innych źródeł[jakich?] 1913 r.,
- Always Gay - 1913 r.,
- Remembrance - 1914 r.